# Моисеенков, Семён Михайлович
Семён Михайлович Моисеенков (14 февраля 1904, д. Алтухово, Смоленская губерния, Российская империя — 18 мая 1950, Каунас, Литовская ССР, СССР) — советский военачальник, полковник (1944).

## Биография
Родился 14 февраля 1904 года в деревне Алтухово, ныне упраздненной,  находившейся в границах нынешнего Сафоновского района Смоленской области.
С декабря 1924 года работал в Сафоновском райисполкоме заведующим ликвидации неграмотности.

### Военная служба

#### Довоенное время
3 ноября 1926 года призван в РККА и зачислен курсантом в команду одногодичников при 81-м стрелковом полку 27-й Омской стрелковой дивизии БВО в городе Витебск. В ноябре 1927 года уволен в запас. 
С сентября 1928 года работал учителем и заведующим Николо-Кремяновской начальной школой.
15 марта 1932 года зачислен в переменный состав 87-го стрелкового полка 29-й стрелковой дивизии (для прохождения сборов), а 30 апреля принят на военную службу и назначен в том же полку командиром взвода. С августа 1937 года служил в 110-м стрелковом полку 37-й стрелковой дивизии в должностях командира взвода, пом. командира роты, командира взвода ПВО, командира пулеметной роты. В августе 1939 года с полком и дивизией убыл в город Омск (в связи с событиями на р. Халхин-Гол), а 28 октября переведен в город Новосибирск командиром батальона 418-го стрелкового полка 133-й отдельной стрелковой дивизии. С января 1940 года служил в штабе этой дивизии помощником начальника 1-го (оперативного) отделения.

#### Великая Отечественная война
25 июня 1941 года полк в составе дивизии убыл на фронт и с июля в составе 24-й армии Фронта резервных армий находился в обороне в районе города Дорогобуж. С 18 по 22 июля он вел бои с авиадесантом противника под Ярцево. В августе — сентябре дивизия в составе этой же 24-й армии Резервного фронта участвовала в Ельнинской наступательной операции. В сентябре 1941 года капитан  Моисеенков назначен заместителем командира 521-го стрелкового полка 133-й стрелковой дивизии, а с 5 по 28 декабря временно командовал полком. В ходе битвы под Москвой участвовал с ним в тяжелых оборонительных боях на клинском направлении. С 15 января 1942 года принял командование 681-м стрелковым полком этой же 133-й стрелковой дивизии. В составе 49-й армии участвовал с дивизией в контрнаступлении под Москвой, в Ржевско-Вяземской наступательной операции и освобождении города Юхнов. За боевые отличия 17 марта 1942 года дивизия была переименована в 18-ю гвардейскую, а 681-й стрелковый полк — в 58-й гвардейский. В дальнейшем командиром этого полка в составе дивизии находился в обороне под городом Юхнов, прикрывая направление на Москву. За боевые отличия в этих боях командир полка майор  Моисеенков награжден орденом Красного Знамени. В бою 23 ноября 1942 года он был контужен и 7 декабря эвакуирован в госпиталь в город Тула. В 1942 году вступил в ВКП(б). 
13 февраля 1943 назначен командиром 459-го стрелкового полка 42-й стрелковой дивизии. В марте участвовал с ним в Ржевско-Вяземской наступательной операции. В августе дивизия в составе 33-й армии Западного фронта успешно действовала в Смоленской, Спас-Деменской наступательных операциях, в ходе которых 13 августа освободила город Спас-Деменск. За овладение городом Смоленск ей было присвоено наименование «Смоленская» (25.9.1943). С 12 ноября 1943 года подполковник  Моисеенков вступил в должность начальника штаба 42-й стрелковой Смоленской дивизии. В период с 4 по 22 января 1944 года временно командовал дивизией, находившейся в это время после декабрьских боев в резерве 33-й армии.  
29 мая 1944 года переведен на должность начальника штаба 222-й стрелковой дивизии и в составе 69-го стрелкового корпуса этой же 33-й армии 2-го Белорусского фронта участвовал с ней в Белорусской наступательной операции, в прорыве обороны противника на реке Проня и форсировании реки Днепр севернее Могилёва. После форсирования реки Неман с 30 июля 1944 года  Моисеенков переведен на должность начальника штаба 362-й стрелковой дивизии, входившей в 19-й стрелковый корпус 33-й армии 3-го Белорусского фронта и участвовал с ней в Каунасской наступательной операции. С середины августа по 9 сентября 1944 года дивизия отражала контрудары врага северо-восточнее города Ломжа со стороны города Кибартай, где понесла большие потери и затем была выведена в резерв. В декабре она была переброшена на пулавский плацдарм и с января 1945 года участвовала в Висло-Одерской наступательной операции. С 8 февраля и до конца войны полковник  Моисеенков исполнял должность начальника штаба 64-й стрелковой Могилёвской ордена Суворова дивизии 33-й армии и в составе войск 1-го Белорусского фронта участвовал с ней в Берлинской наступательной операции.

#### Послевоенное время
С июля 1945 года исполнял должность начальника Управления комендантской службы Эрфуртского округа Советской военной администрации в Германии. 
В октябре 1945 года направлен в распоряжение ГУК НКО (на учебу) и в марте 1946 года зачислен слушателем на курсы усовершенствования командиров стрелковых дивизий при Военной академии им. М. В. Фрунзе. 
В январе 1947 года назначен начальником оперативного отдела штаба 36-го гвардейского стрелкового Неманского Краснознаменного корпуса ПрибВО, а в апреле переведен на ту же должность во 2-й гвардейский стрелковый корпус. 
18 мая 1950 года полковник  Моисеенков умер в госпитале в городе Каунас.

## Награды
- три ордена Красного Знамени (25.05.1942[4], 18.09.1943[4],  10.06.1945[5])
- орден Кутузова II степени (21.07.1944)[6]
- орден Красной Звезды (03.11.1944)[7]

медали, в том числе:
- - «За боевые заслуги» (03.11.1944)[7]
  - «За оборону Москвы» (30.10.1944)[8]
  - «За победу над Германией в Великой Отечественной войне 1941—1945 гг.»
  - «За взятие Берлина» (1945)
  - «За освобождение Варшавы» (1945)